# Montlouis-sur-loire (AOC)
 (janvier 2023).
Si vous disposez d'ouvrages ou d'articles de référence ou si vous connaissez des sites web de qualité traitant du thème abordé ici, merci de compléter l'article en donnant les références utiles à sa vérifiabilité et en les liant à la section « Notes et références ».
Le montlouis-sur-loire est un vin d'appellation d'origine contrôlée produit sur les communes de Lussault-sur-Loire, de Montlouis-sur-Loire et de Saint-Martin-le-Beau en Indre-et-Loire. Le nom de l'appellation peut être complété par la dénomination géographique « Val de Loire ». L'appellation d'origine contrôlée est réservée aux vins blancs tranquilles, mousseux et pétillants.

## Étymologie
Lors de la publication du décret du 6 décembre 1938 le nom de l'appellation était AOC Montlouis.

## Situation géographique
Le vignoble est situé en amont de Tours, entre la Loire et le Cher, sur les communes de Lussault-sur-Loire, Montlouis-sur-Loire et Saint-Martin-le-Beau dans le département d'Indre-et-Loire. 

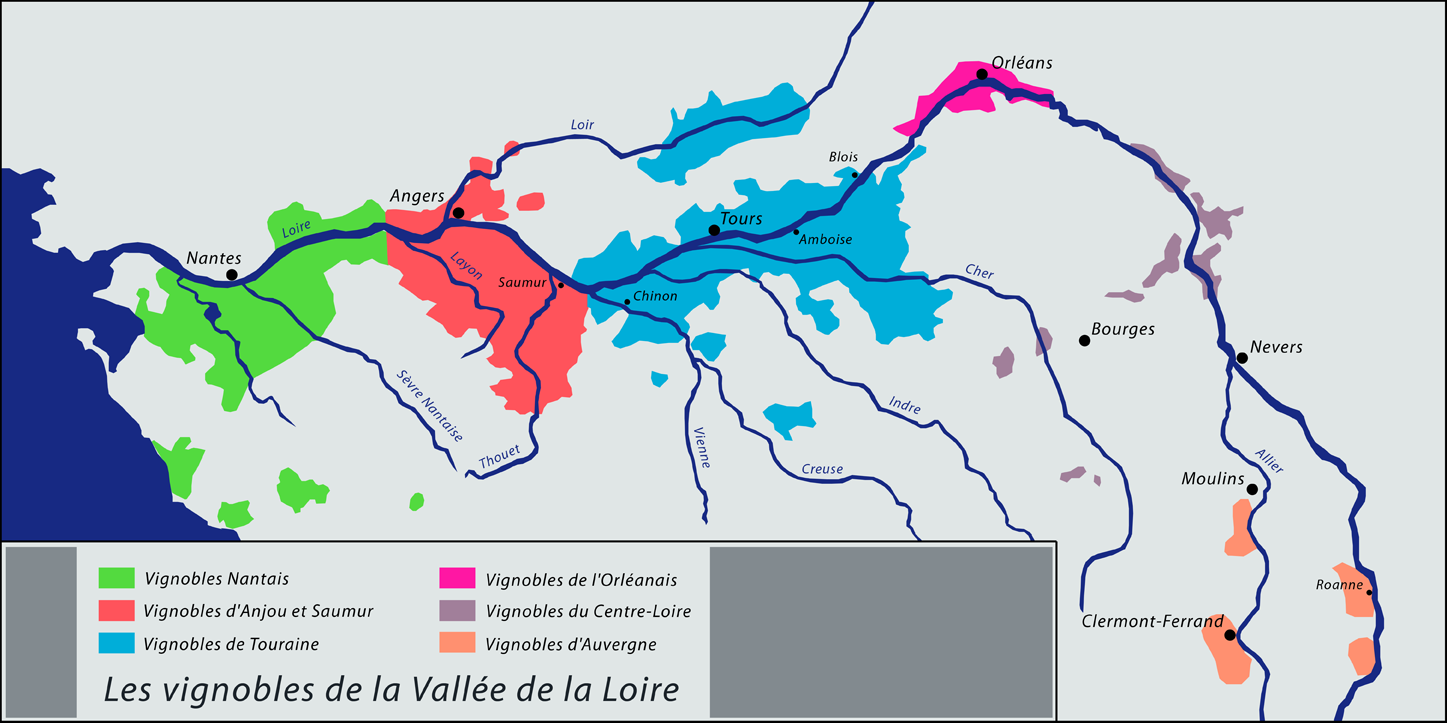
Vignobles de la vallée de la Loire.

### Orographie
Le relief de la zone géographique est assez marqué, et l'altitude à laquelle est implanté le vignoble est comprise entre 55 et 100 m environ. Au sud-est, le plateau plonge vers la vallée du Cher, formant un coteau viticole entaillé de vallées sèches. A l'ouest et au nord, le plateau viticole se finit de manière abrupte par une falaise d'une trentaine de mètres, entaillée de petits vallons secs.

### Géologie
L'A.O.C. Montlouis repose sur un plateau calcaire, le "tuffeau de Touraine". Les sols sont principalement des argiles à silex (perruches) et des sables alluvionnaires dans l'interfluve de la Loire et du Cher.

### Climat
Ce terroir viticole est tempéré. La Loire est souvent utilisée comme frontière climatique entre Nord et Sud de la France. Les étés sont en règle générale assez chauds (température maximale annuelle dépassant toujours les 33 °C), des températures supérieures à 42 °C ont ainsi été enregistrées en 1947 et 2003.
À l'inverse, les températures très basses sont rares, descendant rarement sous les −10 °C seuil franchi en 1985/1986 et 1996/1997. La Loire gèle alors, on rapporte ainsi que lors d'un hiver particulièrement rigoureux on a pu la traverser à pied (hiver 1956). Le fleuve charrie des blocs de glace lorsque la température descend sous les −10 °C.
La pluviométrie est assez faible (de 500 à 700 mm par an), ce qui peut engendrer de graves situations de sécheresse comme en 1976, 2003 ou 2006. La neige est également rare (pas plus de 10 jours par an).
| Mois                              | jan. | fév. | mars  | avril | mai   | juin  | jui.  | août | sep. | oct.  | nov. | déc. | année |
| --------------------------------- | ---- | ---- | ----- | ----- | ----- | ----- | ----- | ---- | ---- | ----- | ---- | ---- | ----- |
| Température minimale moyenne (°C) | 2    | 1,9  | 3,9   | 5,6   | 9,2   | 12,1  | 14    | 13,8 | 11,1 | 8,6   | 4,6  | 2,5  | 7,4   |
| Température moyenne (°C)          | 4,7  | 5,2  | 8,1   | 10,4  | 14,2  | 17,5  | 19,8  | 19,6 | 16,5 | 12,7  | 7,8  | 5    | 11,8  |
| Température maximale moyenne (°C) | 7,3  | 8,5  | 12,3  | 15,2  | 19,1  | 22,8  | 25,5  | 25,5 | 21,8 | 16,8  | 10,9 | 7,5  | 16,1  |
| Ensoleillement (h)                | 69,2 | 92   | 142,1 | 180,4 | 202,5 | 228,2 | 249,1 | 239  | 186  | 123,3 | 79,5 | 57,1 | 1 848 |
| Précipitations (mm)               | 66,3 | 55,9 | 50,2  | 55,9  | 62,3  | 46,1  | 53,2  | 42,6 | 53,3 | 71    | 67,9 | 71,2 | 695,9 |

| Diagramme climatique                                  |            |             |             |             |              |            |              |              |           |             |            |
| J                                                     | F          | M           | A           | M           | J            | J          | A            | S            | O         | N           | D          |
| 7,3266,3                                              | 8,51,955,9 | 12,33,950,2 | 15,25,655,9 | 19,19,262,3 | 22,812,146,1 | 25,51453,2 | 25,513,842,6 | 21,811,153,3 | 16,88,671 | 10,94,667,9 | 7,52,571,2 |
| Moyennes : • Temp. maxi et mini °C • Précipitation mm |            |             |             |             |              |            |              |              |           |             |            |

## Vignoble

### Présentation
La superficie de production est de 400 hectares.

### Encépagement
Le cépage utilisé est le chenin blanc.

### Méthodes culturales
Les vignes présentent une densité minimale à la plantation de 6 000 pieds par hectare, avec un écartement maximum entre les rangs de 1,60 mètre. L'écartement entre les pieds sur un même rang ne peut pas être inférieur à 1 mètre.
Le rendement de base est de 52 hl/ha pour les vins tranquilles et de 65 hl/ha pour les vins mousseux et pétillants.

### Vinification et élevage
Les vins effervescents sont élaborés par méthode traditionnelle (seconde fermentation en bouteille). Lorsque la saison le permet, les vins tranquilles moelleux et liquoreux sont réalisés par tris des raisins.
Les vins présentent un titre alcoométrique volumique naturel minimum de 10,5 % pour les vins tranquilles et de 9,5 % pour les vins de base destinés à la production de vins mousseux ou pétillants. Les vins mousseux ou pétillants, après prise de mousse, ne dépassent pas, en cas d'enrichissement du moût, le titre alcoométrique volumique total de 13 % et de 15 %.
Les vins tranquilles font l'objet d'un élevage au moins jusqu'au 15 janvier de l'année qui suit celle de la récolte.

### Structure des exploitations

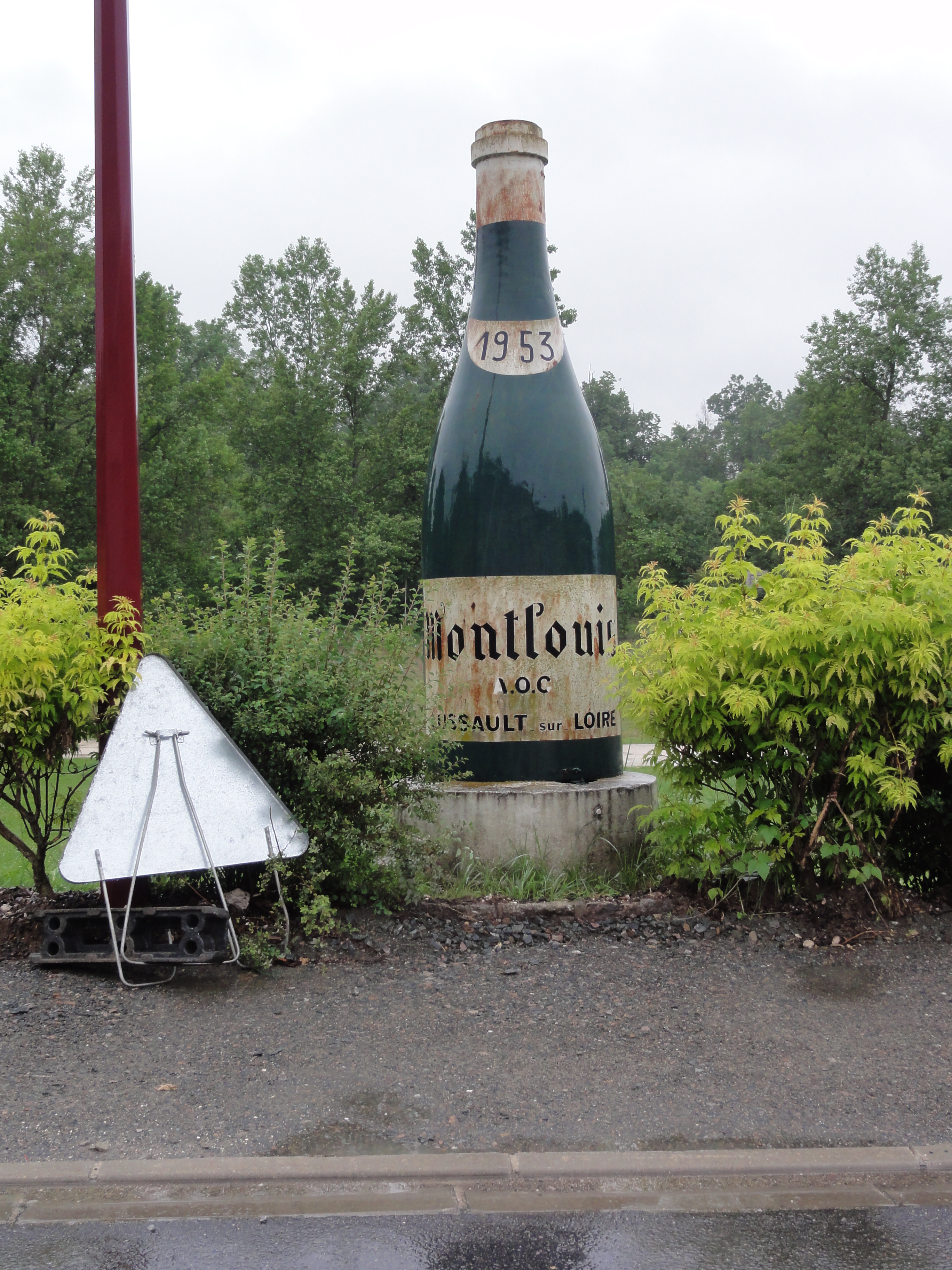
Panonceau en forme de bouteille à l'entrée d'un domaine à Lussault-sur-Loire.

La Maison Laudacius, créée en 1961, est une cave familiale regroupant 18 vignerons et vigneronnes travaillant sur 170 hectares de vignes, contrôlant dont un tiers de l'AOC.

### Type de vins et gastronomie
Les vins blancs tranquilles de Montlouis se classent en sec, demi-sec (ou tendre), moelleux et liquoreux, par ordre croissant de teneur en sucre résiduel. Les vins plus sucrés sont issus d'une vendange plus tardive, et ne sont produits que certaines années dont l'arrière-saison est favorable. 
Les blancs secs (moins de 8 g/l de sucre résiduel) accompagnent traditionnellement du poisson et des mollusques. Les demi-sec (8 à 35 grammes) sont plutôt indiqués pour accompagner le fromage de chèvre, autre spécialité régionale, la volaille, et la cuisine de type salé-sucré, ainsi que les tartes aux fruits. Les moelleux et liquoreux se boivent frais, en apéritif, ou en dessert, mais aussi, pour les moins intenses, avec certains plats de volaille. Les vins effervescents se consomment en apéritif ou en dessert.

### Commercialisation
Les vins en méthode traditionnelle sont élaborés et commercialisés dans les bouteilles à l'intérieur desquelles a été réalisée la prise de mousse, à l'exception des vins vendus dans des bouteilles d'un volume inférieur ou égal à 37,5 centilitres ou supérieur à 150 centilitres.